# أني أونيل
أنّي أونيل (بالإنجليزية: Ani O'Neill)‏ هي فنانة نيوزيلندية، ولدت في 1971.